# Reino da Hungria Oriental
O Reino da Hungria Oriental surgiu em 24 de fevereiro de 1538, com a assinatura do Tratado do Grande Varadin, um tratado o qual os signatários eram Fernando I da Áustria e João I Zápolya da Hungria.  Ambos disputavam o trono húngaro, pois em 1526, o então rei da hungria, boêmia e croácia, Luís II da Hungria, veio a falecer durante a Batalha de Mohács, falecendo sem deixar herdeiros legítimos para lhe sucederem aos tronos.  E como se isto não bastasse, a hungria ainda teria boa parte do seu território tomado pelos otomanos. O avanço otomano pela europa só seria barrado pelos austríacos durante o Primeiro Cerco Otomano a Viena, em 1529.  Mas com a morte de Luís II em 29 de agosto de 1526, como dito, a hungria agora não tinha um rei, já que Luís não deixou filhos para serem eleitos após sua morte. Então, nobres húngaros reunidos em Tokaj, em meados de outubro de 1526, decidiram eleger como rei, o poderoso magnata húngaro, João Zápolya, que pertencia a dinastia zápolya. E João foi confirmado como rei por uma outra eleição em Székesfehérvár, em novembro do mesmo ano.  A eleição de João era baseada no fato de que, durante o reinado de Luís II, alguns nobres tentaram aprovar uma lei que proíbia estrangeiros de subirem ao trono da hungria, apesar não obtiveram sucesso nisso na época, eles queriam um rei nacional, um rei de origem húngara.  Entretanto, não foi toda a nobreza húngara que aceitou João como rei, pois Fernando de Habsburgo que havia sido eleito Rei da Boêmia em outubro, substituindo Luís II nesse trono, também foi eleito por nobres pró-habsburgo em dezembro de 1526. A eleição de Fernando era justificativa com base em seu casamento com Ana da Boêmia e Hungria, que era irmã mais velha do falecido Luís II, e vista como sua herdeira. E isto deu início a uma disputa pelo trono húngaro entre ambos. A hungria então passaria pelos próximos anos sob intensas lutas entre os partidários pró-habsburgo e pró-zápolya, além de guerrearem ao mesmo tempo com os otomanos. 
Após tanto lutarem, ambos os lados perceberam que não iriam conseguir derrotar o outro, e então, assinaram o Tratado do Grande Varadin em 1538, que criou duas Hungrias, a Hungria Real, liderado pelos habsburgos e por Fernando, e o Reino da Hungria Oriental, liderado por João e pelos Zápolya. Reconhecendo que ambos detinham o título de Reis da Hungria. Entretanto, o tratado deixava claro que, após a morte de João, o trono da hungria oriental deveria passar para Fernando, realizando assim, uma reunificação das hungrias sob domínio dos habsburgos.  E isto não parecia um problema, pois João não tinha filhos e nem filhas para reivindicar o trono após sua morte. Então se esperava que a sucessão seria pacífica após a morte de João I. Entretanto, João Zápolya se casou em meados de 1539 com a jovem princesa polaca-lituana, Isabel Jagelão. Que era filha do Rei polonês e Grão-duque da Lituânia, Sigismundo I da Polônia, e da duquesa itáliana, Bona Sforza.  E desta união acabaria nascendo o único filho de João Zápolya, João Sigismundo Zápolya, nascido em meados 1540.  E com a morte de João I em 22 de julho de 1540, duas semanas após o nascimento de seu filho, João Sigismundo, o Tratado de Varadin deveria ser cumprido, e a sucessão deveria ser confirmada á Fernando. Entretanto, os nobres da hungria oriental não honraram o tratado, e optaram por proclamar o pequeno João Sigismundo como seu Rei.  E com isto, Isabel Jagelão acabou assumindo como regente do filho. Tal regência durou até meados 1551, quando Isabel foi derrotada pelos habsburgos com apóio do Cardeal Jorge Martinuzzi.  Ela então foi forçada a abdicar do trono em nome de seu filho, e eles tiveram que se mudar para a Silésia, onde João Sigismundo ganhou um ducado como compensação pela sua deposição. Mas Fernando não conseguiu cumprir o acordo assinado com Isabel, pois devido às constantes guerras, o tesouro áustriaco estava praticamente vazio, então não conseguiu assegurar a renda financeira de Isabel e de João Sigismundo. Isto fez Isabel quebrar o acordo, e retornar para a hungria á convite dos nobres em novembro de 1556, que não queriam mais ter Fernando como rei. 
A regência de Isabel Jagelão durou até meados de 1559, quando ela veio a falecer em 15 de setembro do mesmo ano.  E então, João Sigismundo finalmente assumiu o trono e passou a governar. Seu reinado sob a hungria oriental, porém, não durou muito, pois acabou assinando em 16 de agosto de 1570, o Tratado de Speyer com Maximiliano II, filho de Fernando I. Onde abdicou do título de Rei da Hungria, reconhecendo Maximiliano como único Rei legítimo da hungria. E no lugar do Reino da Hungria Oriental, surgiu então o Principado da Transilvânia. 